# Екибастуз
Екибастуз (каз. Екібастұз, рус. Экибастуз) је град Казахстану у Павлодарској области. Према процени из 2010. у граду је живело 126.538 становника.

## Становништво
Према процени, у граду је 2010. живело 126.538 становника.
| 1979.   | 1989.    | 1999.    |
| ------- | -------- | -------- |
| 65.871. | 135.006. | 137.200. |